# Okręg wyborczy nr 53 do Senatu Rzeczypospolitej Polskiej
Okręg wyborczy nr 53 do Senatu Rzeczypospolitej Polskiej obejmuje obszar powiatów głubczyckiego, kędzierzyńsko-kozielskiego, krapkowickiego, oleskiego i strzeleckiego (województwo opolskie). Wybierany jest w nim 1 senator na zasadzie większości względnej.
Utworzony został w 2011 na podstawie Kodeksu wyborczego. Po raz pierwszy zorganizowano w nim wybory 9 października 2011. Wcześniej obszar okręgu nr 53 należał do okręgu nr 20.
Siedzibą okręgowej komisji wyborczej jest Opole.

## Reprezentanci okręgu
| Rok  | Rok  | Senator                | Komitet wyborczy                           |
| ---- | ---- | ---------------------- | ------------------------------------------ |
|      | 2011 | Aleksander Świeykowski | Platforma Obywatelska RP                   |
|      | 2015 | Grzegorz Peczkis       | Prawo i Sprawiedliwość                     |
|      | 2019 | Beniamin Godyla        | KKW Koalicja Obywatelska PO .N iPL Zieloni |
| 2023 |      | Beniamin Godyla        | KKW Koalicja Obywatelska PO .N iPL Zieloni |

## Wyniki wyborów
Symbolem „●” oznaczono senatora ubiegającego się o reelekcję.

### Wybory parlamentarne 2011
| Kandydat                                                                                     | Kandydat               | Komitet wyborczy                           | Głosów | Głosów | Głosów |
| Kandydat                                                                                     | Kandydat               | Komitet wyborczy                           | Liczba | %      | +/–    |
| -------------------------------------------------------------------------------------------- | ---------------------- | ------------------------------------------ | ------ | ------ | ------ |
|                                                                                              | Aleksander Świeykowski | Platforma Obywatelska RP                   | 29 098 | 30,93  | –      |
|                                                                                              | Józef Kotyś            | KWW Mniejszość Niemiecka                   | 19 968 | 21,23  | –      |
|                                                                                              | Robert Węgrzyn         | KWW Roberta Węgrzyna                       | 13 822 | 14,69  | –      |
|                                                                                              | Wiesław Fąfara         | Sojusz Lewicy Demokratycznej               | 11 482 | 12,21  | –      |
|                                                                                              | Marek Czaja            | KWW Autonomia Dla Ziemi Śląskiej           | 6637   | 7,06   | –      |
|                                                                                              | Józef Małek            | Polskie Stronnictwo Ludowe                 | 6572   | 6,99   | –      |
|                                                                                              | Jarosław Chołodecki    | KWW Unia Prezydentów – Obywatele do Senatu | 6487   | 6,90   | –      |
| Frekwencja: 38,10% Liczba głosów ważnych: 94 066 (84,63%) Źródło: Państwowa Komisja Wyborcza |                        |                                            |        |        |        |

### Wybory parlamentarne 2015
| Kandydat                                                                                      | Kandydat                 | Komitet wyborczy                             | Głosów | Głosów | Głosów |
| Kandydat                                                                                      | Kandydat                 | Komitet wyborczy                             | Liczba | %      | +/–    |
| --------------------------------------------------------------------------------------------- | ------------------------ | -------------------------------------------- | ------ | ------ | ------ |
|                                                                                               | Grzegorz Peczkis         | Prawo i Sprawiedliwość                       | 25 508 | 23,07  | –      |
|                                                                                               | Aleksander Świeykowski ● | Platforma Obywatelska RP                     | 21 939 | 19,84  | –11,09 |
|                                                                                               | Józef Swaczyna           | KWW Mniejszość Niemiecka                     | 21 241 | 19,21  | –2,02  |
|                                                                                               | Dariusz Urbaś            | KWW Kukiz’15                                 | 16 134 | 14,59  | –      |
|                                                                                               | Beniamin Godyla          | Nowoczesna Ryszarda Petru                    | 12 616 | 11,41  | –      |
|                                                                                               | Kazimierz Pietrzyk       | KKW Zjednoczona Lewica SLD+TR+PPS+UP+Zieloni | 9562   | 8,65   | –3,56  |
|                                                                                               | Ewa Rurynkiewicz         | Polskie Stronnictwo Ludowe                   | 3565   | 3,22   | –3,77  |
| Frekwencja: 39,97% Liczba głosów ważnych: 110 565 (97,35%) Źródło: Państwowa Komisja Wyborcza |                          |                                              |        |        |        |

### Wybory parlamentarne 2019
| Kandydat                                                                                      | Kandydat        | Komitet wyborczy                           | Głosów | Głosów | Głosów |
| Kandydat                                                                                      | Kandydat        | Komitet wyborczy                           | Liczba | %      | +/–    |
| --------------------------------------------------------------------------------------------- | --------------- | ------------------------------------------ | ------ | ------ | ------ |
|                                                                                               | Beniamin Godyla | KKW Koalicja Obywatelska PO .N iPL Zieloni | 53 012 | 40,63  | +9,38  |
|                                                                                               | Bogdan Tomaszek | Prawo i Sprawiedliwość                     | 47 230 | 36,20  | +13,13 |
|                                                                                               | Roman Kolek     | KWW Mniejszość Niemiecka                   | 30 221 | 23,16  | +3,95  |
| Frekwencja: 49,10% Liczba głosów ważnych: 130 463 (97,66%) Źródło: Państwowa Komisja Wyborcza |                 |                                            |        |        |        |

### Wybory parlamentarne 2023
| Kandydat                                                                                      | Kandydat          | Komitet wyborczy                           | Głosów | Głosów | Głosów |
| Kandydat                                                                                      | Kandydat          | Komitet wyborczy                           | Liczba | %      | +/–    |
| --------------------------------------------------------------------------------------------- | ----------------- | ------------------------------------------ | ------ | ------ | ------ |
|                                                                                               | Beniamin Godyla ● | KKW Koalicja Obywatelska PO .N iPL Zieloni | 78 843 | 50,40  | +9,77  |
|                                                                                               | Grzegorz Peczkis  | Prawo i Sprawiedliwość                     | 48 132 | 30,77  | –5,43  |
|                                                                                               | Herbert Czaja     | Bezpartyjni Samorządowcy                   | 29 458 | 18,83  | –      |
| Frekwencja: 63,05% Liczba głosów ważnych: 156 433 (97,26%) Źródło: Państwowa Komisja Wyborcza |                   |                                            |        |        |        |